# Enrique Raxach
Enrique Raxach (ur. 15 stycznia 1932 w Barcelonie) – holenderski kompozytor hiszpańskiego pochodzenia.
W latach 1949–1952 studiował muzykę w Barcelonie, później pracował w Paryżu, w 1962 przeniósł się do Holandii. Jest autorem utworów na orkiestrę, m.in. Syntagma (1965), a także utworów kameralnych oraz z użyciem taśmy magnetofonowej.